# 爱情，到此为止
是2024年上映的美国爱情片，由賈斯汀·巴爾多尼执导、克里斯蒂·霍尔编剧，改编自美国作家科琳·胡佛的同名小说，演出阵容包括布蕾克·萊芙莉、巴爾多尼、珍妮·斯蕾特、哈桑·明哈杰、布兰登·斯克莱纳。
电影于2024年8月9日在美国上映，由索尼影业发行公司负责发行。电影获得影评人褒贬不一的评价，但商業表現成功，全球票房突破3.5億美元。

## 剧情
父亲病逝后，志向远大的企业家莉莉搬到波士顿，开启人生新一页。没过多久，莉莉就结识了魅力四射、雄心壮志的神经外科医生莱尔。在莱尔艰难追求下，两人最终坠入爱河。就在两人关系不断加深的时候，莉莉开始被过往的经历缠绕，这包括她与父亲的混乱关系，以及童年的悲惨遭遇。与此同时，莉莉也与昔日知己阿特拉斯重逢。萊爾开始质疑莉莉与阿特拉斯的关系，莱尔愤怒开始家暴莉莉。

## 演员
- 布蕾克·萊芙莉 饰 莉莉·布鲁姆（Lily Bloom）
  - 伊莎贝拉·费雷尔（Isabela Ferrer）饰 少女莉莉
- 賈斯汀·巴爾多尼 饰 莱尔·金凯德（Ryle Kincaid）
- 布兰登·斯克莱纳（英语：Brandon Sklenar） 饰 阿特拉斯·科里根（Atlas Corrigan）
  - 阿萊克斯·紐斯塔特 饰 少年阿特拉斯
- 珍妮·斯蕾特 饰 艾莉莎（Allysa）
- 哈桑·明哈杰（英语：Hasan Minhaj） 饰 马绍尔（Marshall）
- 艾米·莫顿（英语：Amy Morton）[7] 饰 珍妮·布鲁姆（Jenny Bloom）
- 凱文·麥克基德[8] 饰 安德鲁·布鲁姆（Andrew Bloom）

## 制作
2019年7月，賈斯汀·巴爾多尼买下科琳·胡佛爱情小说《以我们结束》的改编权，由名下Wayfarer Studios制作。2023年1月，消息指布蕾克·萊芙莉将出演女主角莉莉，賈斯汀·巴爾多尼扮演男主角莱尔，同时担任导演，并与克里斯蒂·霍尔共同担任编剧。2023年4月，布兰登·斯克莱纳确认出演阿特拉斯一角。2023年5月5日，电影在美国新泽西州霍博肯艺术工作坊兼画廊Field Colony开机。同样在5月，哈桑·明哈杰加盟剧组。6月，制片工作受美国编剧协会大罢工影响而临时暂停，彼时影片已完成超过一半。同年7月14日，美国演员工会也跟进发起罢工行动，制片进程进一步延后。
2024年1月5日，摄制工作在泽西市纽波特区重启。同月，伊莎贝拉·费雷尔（Isabela Ferrer）和阿萊克斯·紐斯塔特加盟剧组，分别饰演年轻的莉莉和莱尔。
电影配乐由罗布·西蒙森和邓肯·布利肯斯塔夫（Duncan Blickenstaff）创作，其原声带由麦迪逊门唱片公司在电影上映当天推出。

## 发行
电影原定于2024年2月9日在美国院线上映，其后推延至2024年6月21日，最终定档2024年8月9日。
电影于2024年8月7日在比利时、芬兰、菲律宾和瑞典抢先上映。

## 回响

### 票房
电影在北美地区创下1.48亿美元的票房，海外票房超過2亿美元，全球合计達3.5亿美元。
在北美，电影与《邊緣禁地》和《怖谷鸟》同日上映，上映首周末预计票房2300万至3000万美元，部分人估计会高达4000万至5000万美元。最终首日实际创收2400万美元，其中周四晚点映票房700万美元。首周末票房5000万美元，位列票房榜第二名，仅次于漫威影业超级英雄电影《死侍與金鋼狼》。而布蕾克·莱弗利与《死侍与金刚狼》的主演萊恩·雷諾斯是夫妇，两人因此成为1990年以来第一对占据票房榜前两名的好莱坞明星夫妇，也是第一对参演电影在8月同一周末至少取得5000万美元票房的夫妇。至8月19日，电影上映仅11天，北美票房就突破1亿美元。

### 专业评价
根据評論匯總网站爛番茄汇总的121篇评论文章，59%的评论家给予该作正面评价，平均打分为5.4分（满分10分）。该网站总结的评论家共识是“《爱情，到此为止》的表演比较到位，如果硬要说有什么瑕疵的话，那就是对白有些笨拙。令人惊讶的是，在处理这部情节剧原素材中一些比较有挑衅意味的元素时，影片表现得最为优雅。”在Metacritic上，根據38位影評人給予54分（滿分100分），這部電影獲得了「評價褒貶不一或一般」。影院评分观众评级“A–”（评级范围A+到F），PostTrak观众调查满意度85%，推荐度69%。

## 续作
电影发行后，导演賈斯汀·巴爾多尼承认小说的续作《以我们开始》也有望影视化。然而巴尔多尼表示不会在续集中回归，但推荐布蕾克·萊芙莉担任续集导演。

## 相关争议

### 主演片场冲突
消息人士向《荷里活報道》透露，电影进入後期製作阶段前，剧组又花了一个礼拜的时间重拍，期间主演莱弗利和巴尔多尼发生冲突，事后莱弗利委托剪辑师肖恩·莱德（Shane Reid）进行二次剪辑。莱德曾与莱弗利的丈夫萊恩·雷諾斯在《死侍與金鋼狼》中，以及莱弗利执导的泰勒·斯威夫特歌曲《我打赌你在想我》的MV中合作。最终二次剪辑版本得到莱弗利肯定，在院线放映，片尾演职员表还出现了乌娜·弗莱厄蒂（Oona Flaherty）和罗布·沙利文（Robb Sullivan）两位剪辑的名字。此外，该媒体还确认雷诺斯在2023年4月演员大罢工前，为片中阳台戏份写了“一大段对白”，但巴尔多尼毫不知情。随后，莱弗利与巴尔多尼不和的传闻在TikTok等社交媒体平台不断发酵，有网友指出巴尔多尼没有参加剧组的联合记者会，另有消息指巴尔多尼已聘请危機管理。另有消息人士向《综艺》确认，虽然他们不会“阐明任何一方的任何合法违法行为”，但“两人之间的仇恨是确有其事，而且这种紧张关系可能无法挽救”。

### 萊芙莉宣傳爭議
电影路演过程中，许多人在社交媒体上指莱弗利在片中的“轻松幽默”的态度，没有明确解释她扮演角色所经历的家庭暴力及虐待，批评她“不分场合”。也有人批评她在出席记者会的时候夹带私货，借机宣传自己的护发产品系列及饮料品牌。另外她还鼓励观众穿花衣服，这一建议被许多人认为有违电影所传递的反家暴立场。面对外界批评，莱弗利在Instagram上表态支持家暴受害者，同时附上国家家暴热线的网址。《荷里活報道》撰稿人布丽吉特·斯坦普夫（Bridgette Stumpf）认为剧组在营销中掩盖其家庭暴力内容，而且没有在影片开头贴出内容警告，辜负了电影理应声援的家暴幸存者。